# Jürgen Gredig
Jürgen Gredig (* 19. Januar 1966 in Berlin) ist ein ehemaliger deutscher Fußballspieler.

## Karriere
Der Berliner Gredig wechselte 1988 von Hertha 03 Zehlendorf zum VfL Bochum. Der VfL spielte in der Bundesliga, wo Gredig am 15. Spieltag der Saison 1988/89 sein Debüt über 90 Minuten gab. Gegen Borussia Dortmund wurde ein 2:2 erzielt. Gerding kam zu zwei weiteren Einsätzen und trug somit zum knappen Klassenerhalt der Bochumer bei, der nur durch das bessere Torverhältnis im Vergleich zu Eintracht Frankfurt und den Stuttgarter Kickers geschafft wurde. In der folgenden Saison kam Gredig bei Bochum nicht zum Zuge, somit wechselte er 1990 zum Reviernachbarn FC Schalke 04. Bei S04 konnte sich Gredig nicht als Stammspieler durchsetzen: In vier Spielzeiten absolvierte er fünf Bundesligaspiele und wurde ansonsten in der 2. Mannschaft eingesetzt. 1994 verließ er die Königsblauen, die nächsten fünf Jahre stand er bei LR Ahlen unter Vertrag. 1999 heuerte Gredig bei Westfalia Rhynern an.